# Stationskap

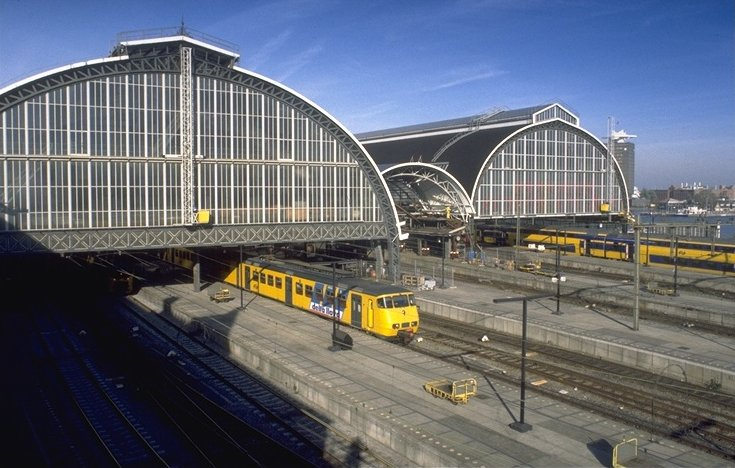
De drie stationskappen van Amsterdam Centraal.

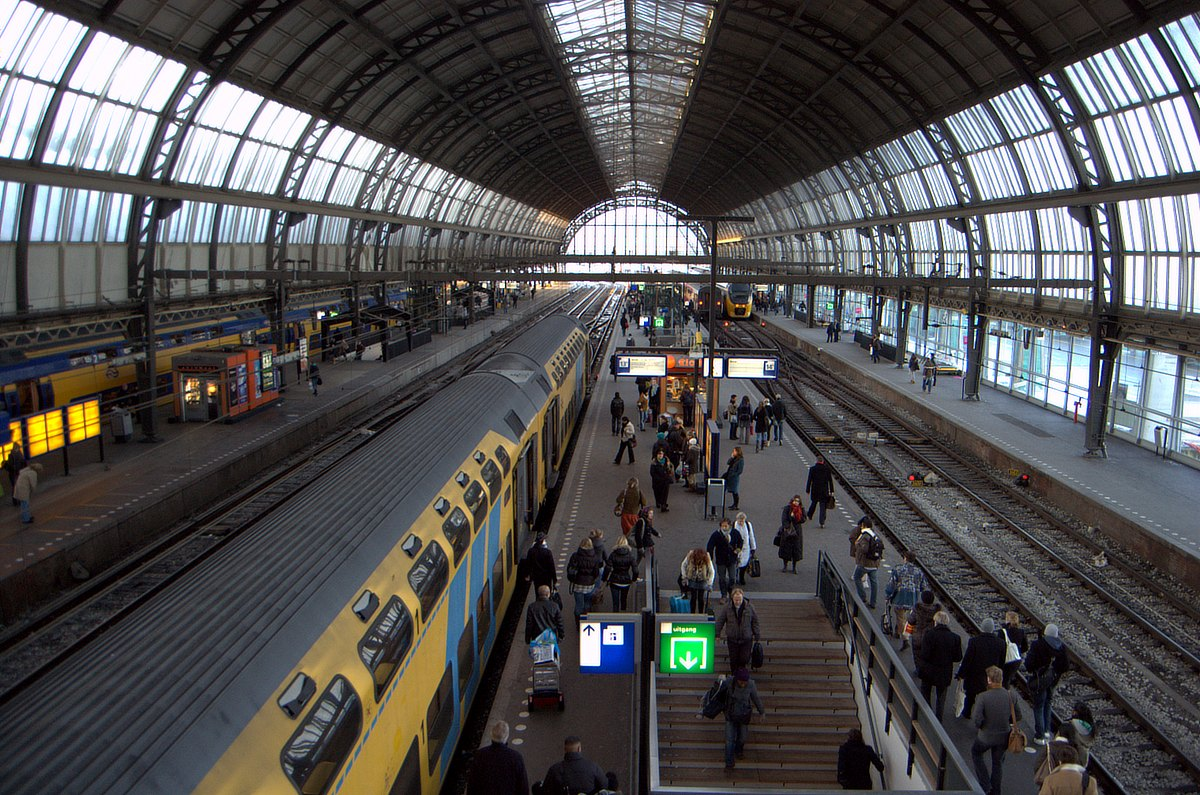
Gezicht van binnenuit op de tweede stationskap van Amsterdam Centraal.

Een stationskap is een overkapping van sporen en perrons bij een spoorwegstation. Ook sommige tramstations beschik(t)en over een stationskap. Vooral bij grotere stations met veel sporen en meerdere perrons werden vanaf de tweede helft van de 19e eeuw stationskappen toegepast in plaats van losse perronoverkappingen per perron. Sommige stations hebben een stationsoverkapping die slechts gedeeltelijk de sporen overdekt, zie de voorbeelden in de paragraaf "Nederland".
In de 19e eeuw werd voor een aantal stations verschillende architecten aangetrokken voor het stationsgebouw en voor de perronkap. Het stationsgebouw gold dan als het "beeldbepalende" architectonische element; de stationskap had een functioneel karakter. In de 20 eeuw kreeg de overkapping bij een aantal "prestigieuze" stations een duidelijk krachtiger rol, en werd de stationskap beeldbepalend.
De oudste kap bevond zich op station Crown Street in Liverpool, Engeland; de grootste op het voormalige station Broad Street in Philadelphia.

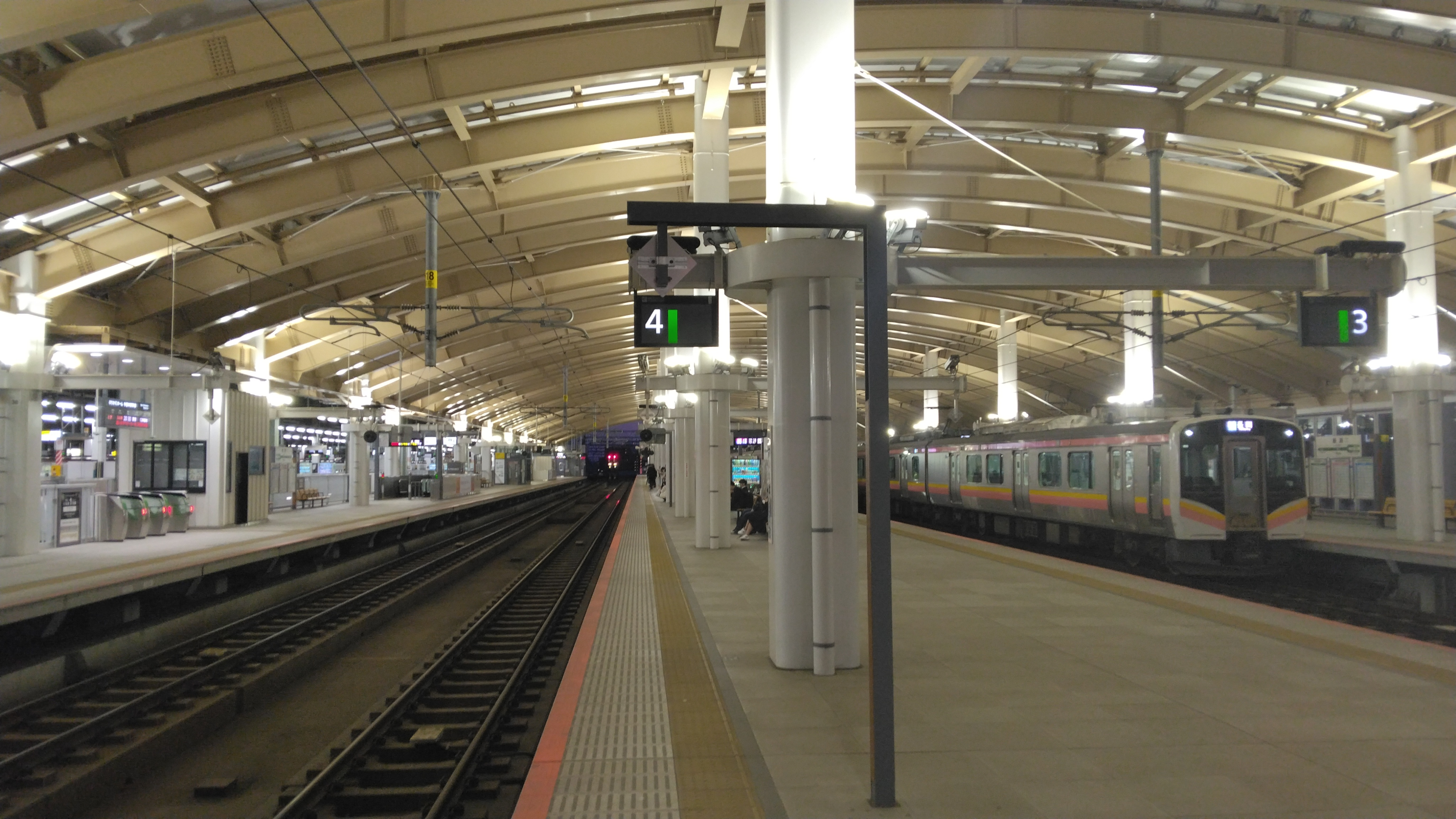
Niigata Station (2024) Japan

Een uitgebreide lijst staat onder Bahnhofshalle in de Duitse Wiki.

## Nederland
In Nederland bevinden zich de grootste stationskappen bij het Amsterdamse Centraal Station. Bij de opening in 1889 beschikte het station over een kap. Bij de uitbreiding van het station aan de IJzijde kwam er in de jaren twintig een tweede stationskap bij. Deze is smaller en langer dan de eerste kap. In 1996 kregen de niet overkapte sporen tussen de eerste en tweede kap een derde stationskap, de 'Middenkap'.
In 2014 is aan de kant van het IJ de vierde stationskap voltooid. Deze bevindt zich boven de De Ruijterkade. Deze vierde kap is voor het busstation, waar de stads- en streekbussen vertrekken.
Ook andere grote Nederlandse stations beschikken over grote historische stationskappen, die in meerdere gevallen op de monumentenlijst zijn geplaatst, zoals die te Haarlem en Den Haag HS. Station Zwolle heeft een moderne stationskap uit de jaren negentig, waarvan de gebogen vorm is geïnspireerd door de oorspronkelijke kap bij het historische stationsgebouw. In beide perioden hadden alleen de oorspronkelijke noordelijke perronhelften ter hoogte van het stationsgebouw van Zwolle een stationskap. De zuidelijke perrongedeelten en de later gebouwde perrons hebben alleen perronkappen gekregen. Ook station Utrecht had tot 2011 een stationsoverkapping maar alleen bij de noordelijke helft ter hoogte van het eerdere, in 1975 gesloopte, stationsgebouw. Ook op dit station hebben de zuidelijke perrongedeelten en de later gebouwde perrons alleen perronkappen gekregen. 
De historische stationskappen hebben over het algemeen een ronde vorm, de moderne kappen een rechte vorm, waardoor de ruimtewerking veel minder sterk is. Voorbeelden van grote stationskappen bij moderne stations zijn te vinden in Amsterdam Amstel, Amsterdam Bijlmer ArenA, Almere Centrum, Zaandam, Rotterdam Centraal, Leiden, Eindhoven, Breda en Tilburg (naar zijn vorm ook wel 'kroepoekdak' genoemd).
De perrons en sporen van station Den Haag Centraal zijn ook volledig overdekt, maar dat is vooral omdat de sporen grotendeels overdekt worden door een busstation en door tramperrons. Sinds de verbouwing in de jaren '2010 worden de sporen wel op een relatief klein deel overkapt door een glazen dak.

## België
In België is een monumentale historische stationskap te vinden bij Station Antwerpen-Centraal, ook wel de 'spoorwegkathedraal' genoemd. Een grote moderne stationskap bevindt zich in Station Luik-Guillemins. Andere voorbeelden zijn Leuven, Gent-Sint-Pieters (na verbouwing), Mechelen (na verbouwing), Roeselare en het HST-gedeelte van Brussel-Zuid.

## Afbeeldingen

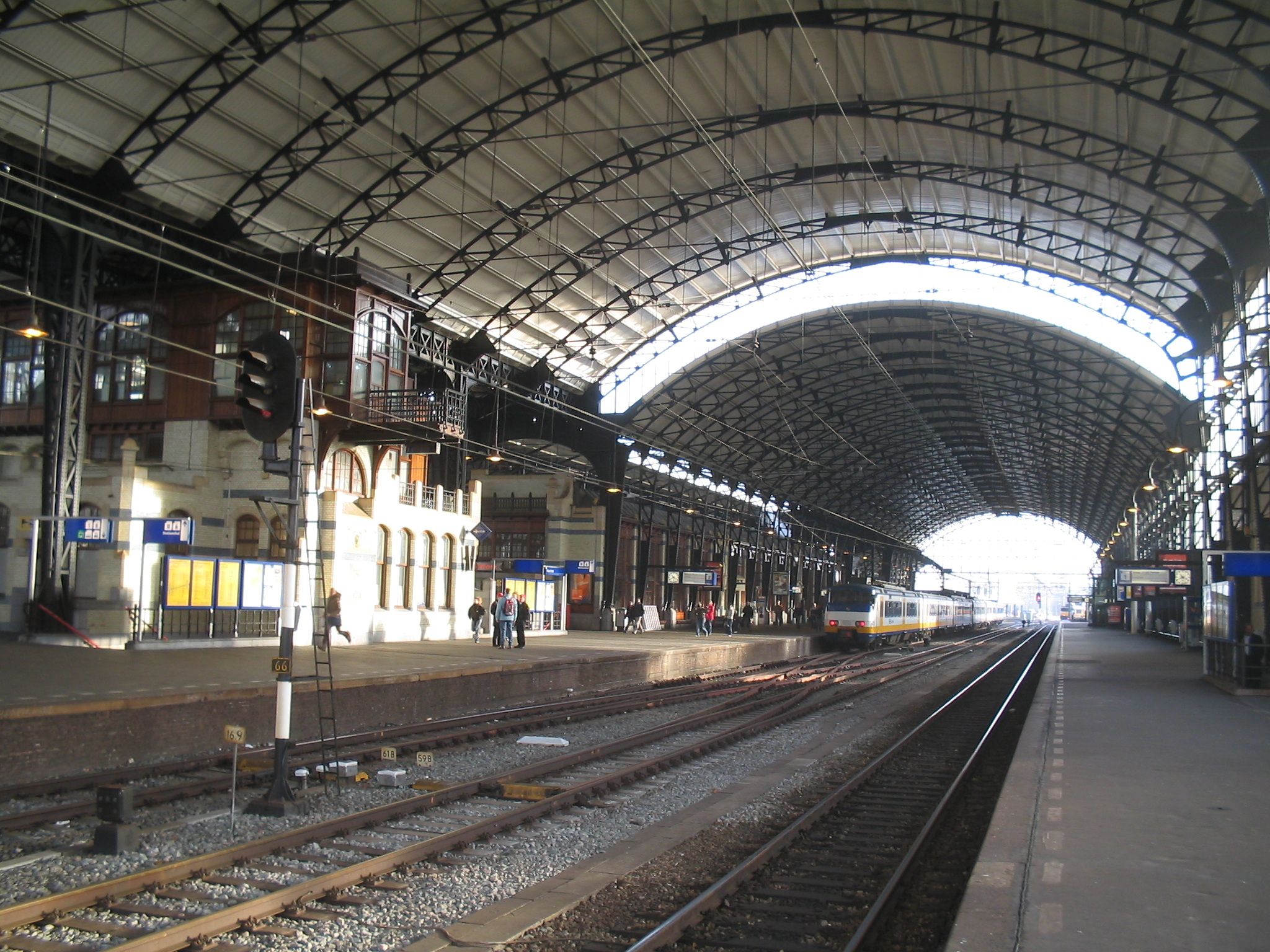
Haarlem
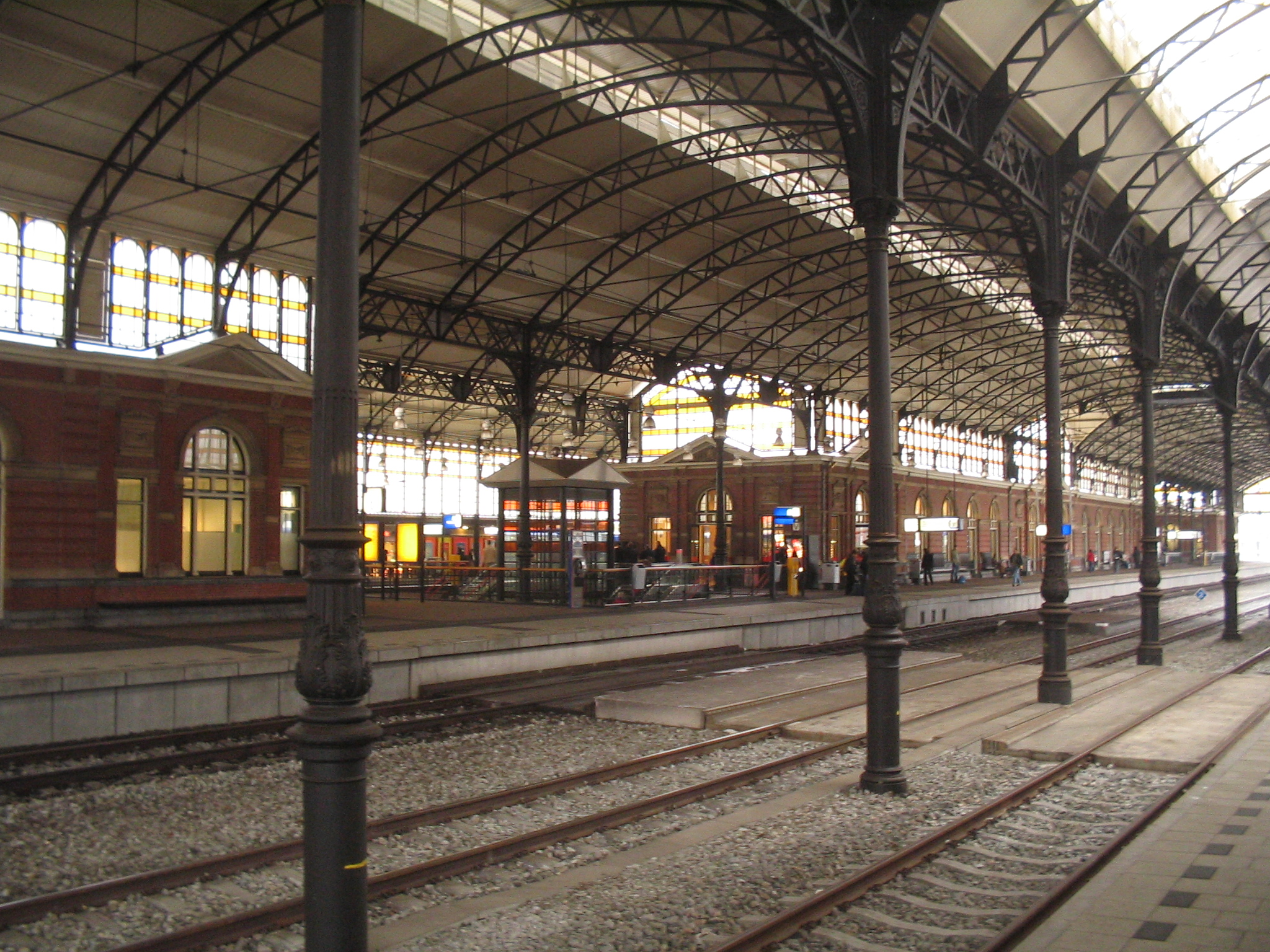
Den Haag HS
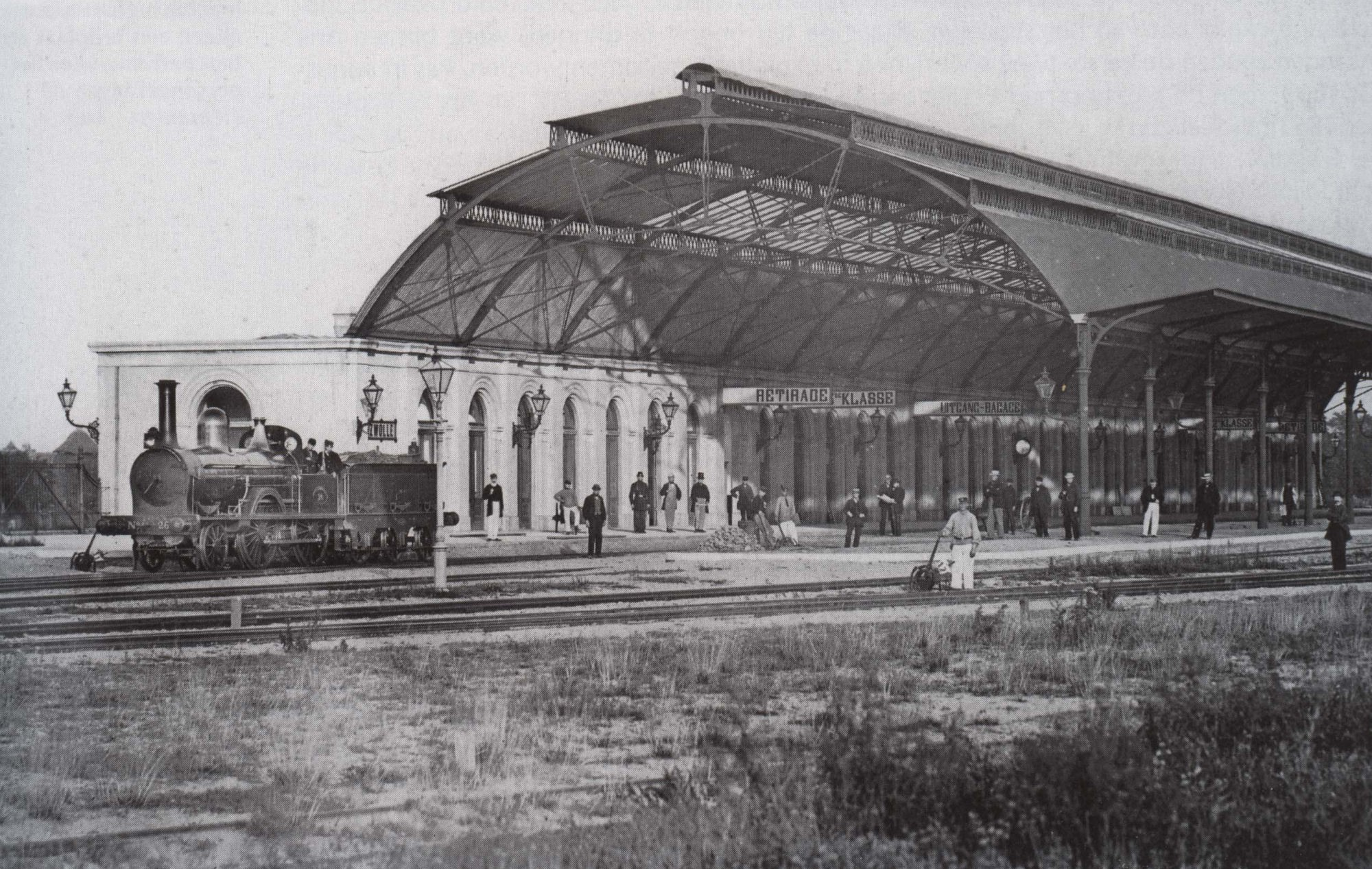
De oorspronkelijke stationskap van Zwolle
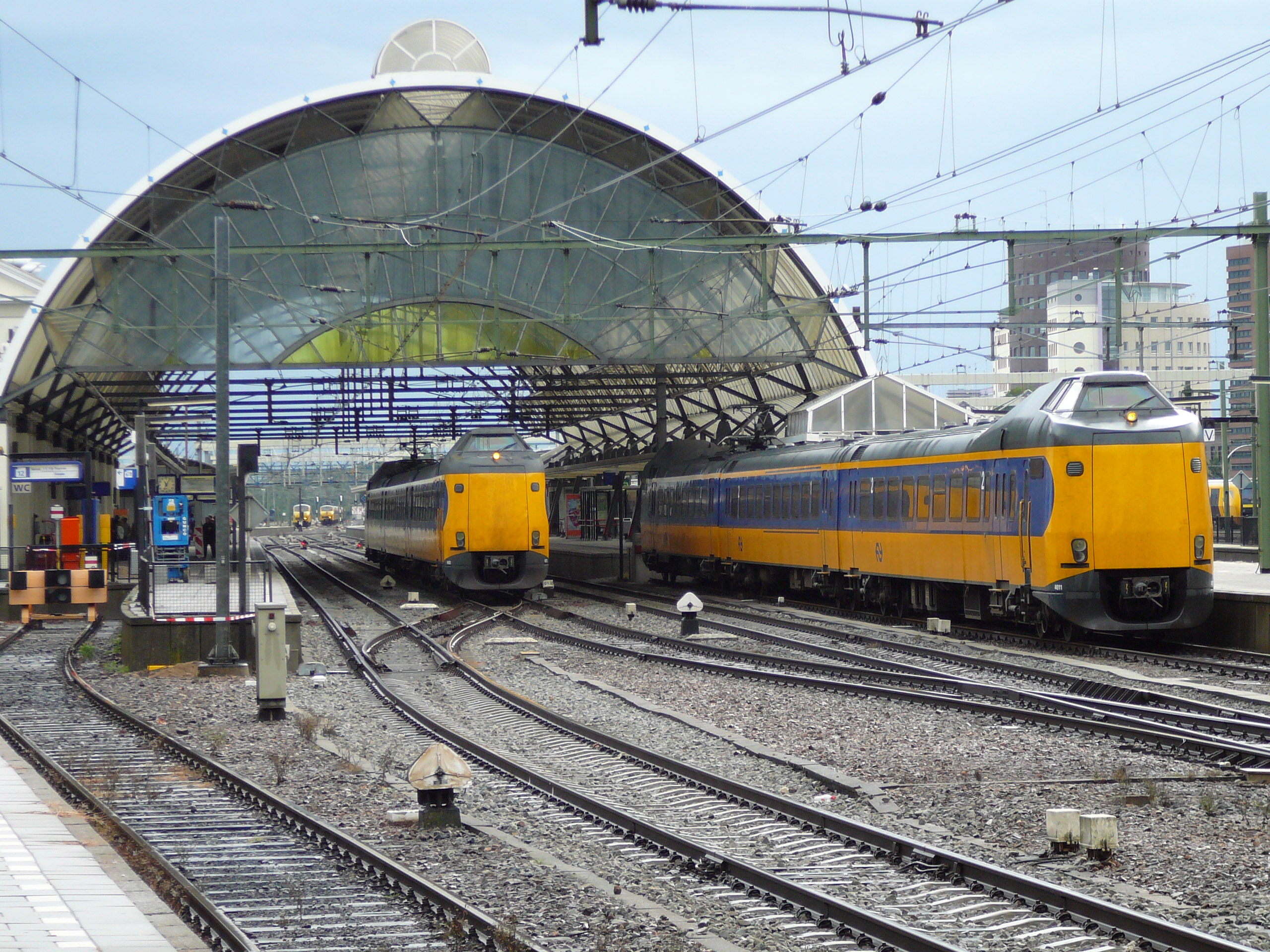
De huidige stationskap van Zwolle
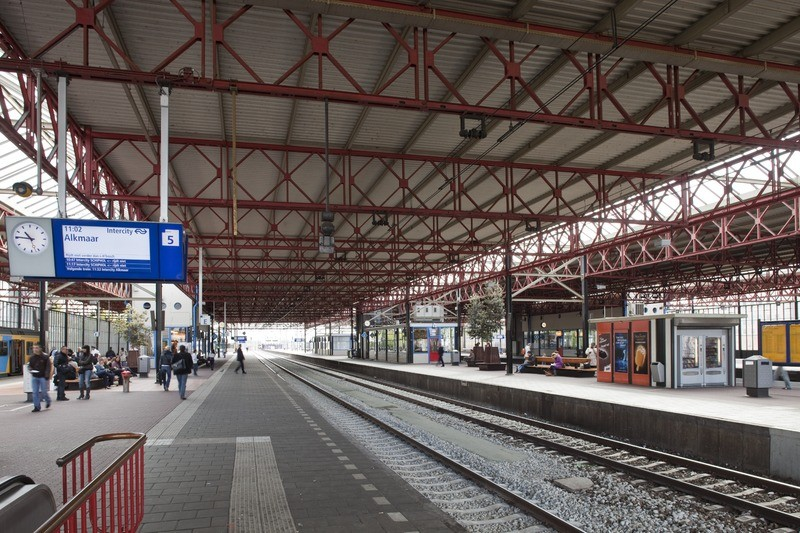
Eindhoven
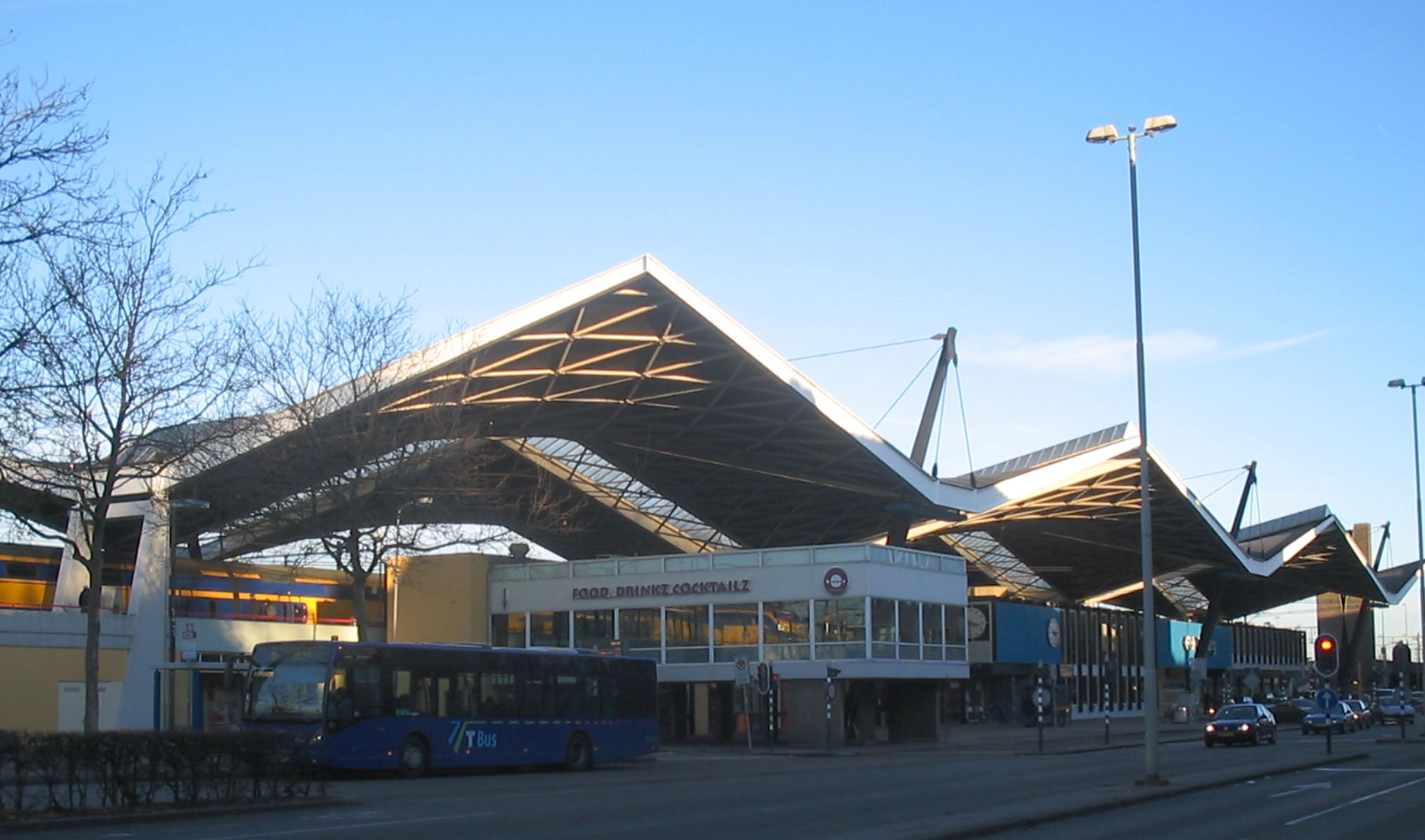
Tilburg
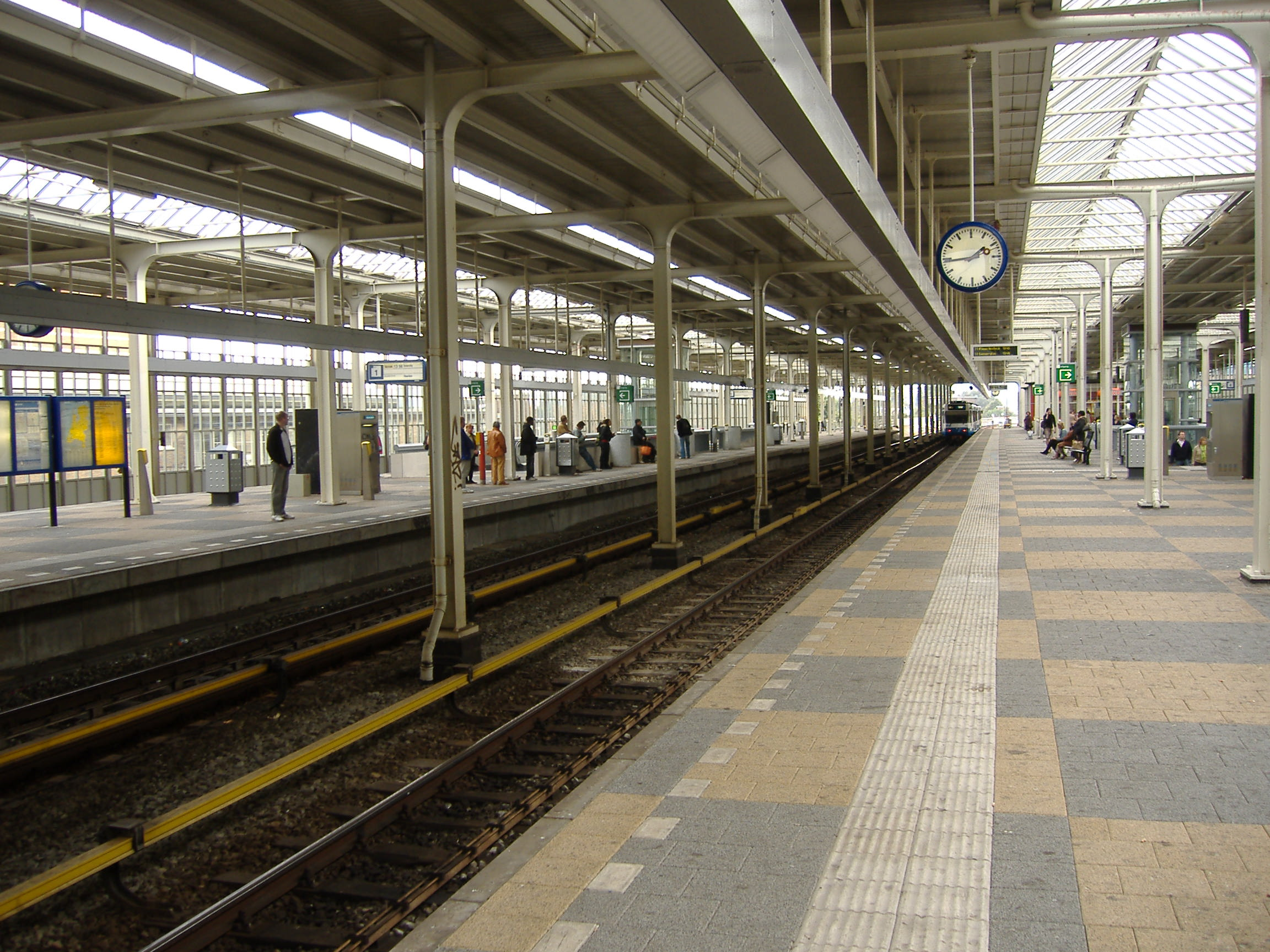
Amsterdam Amstel
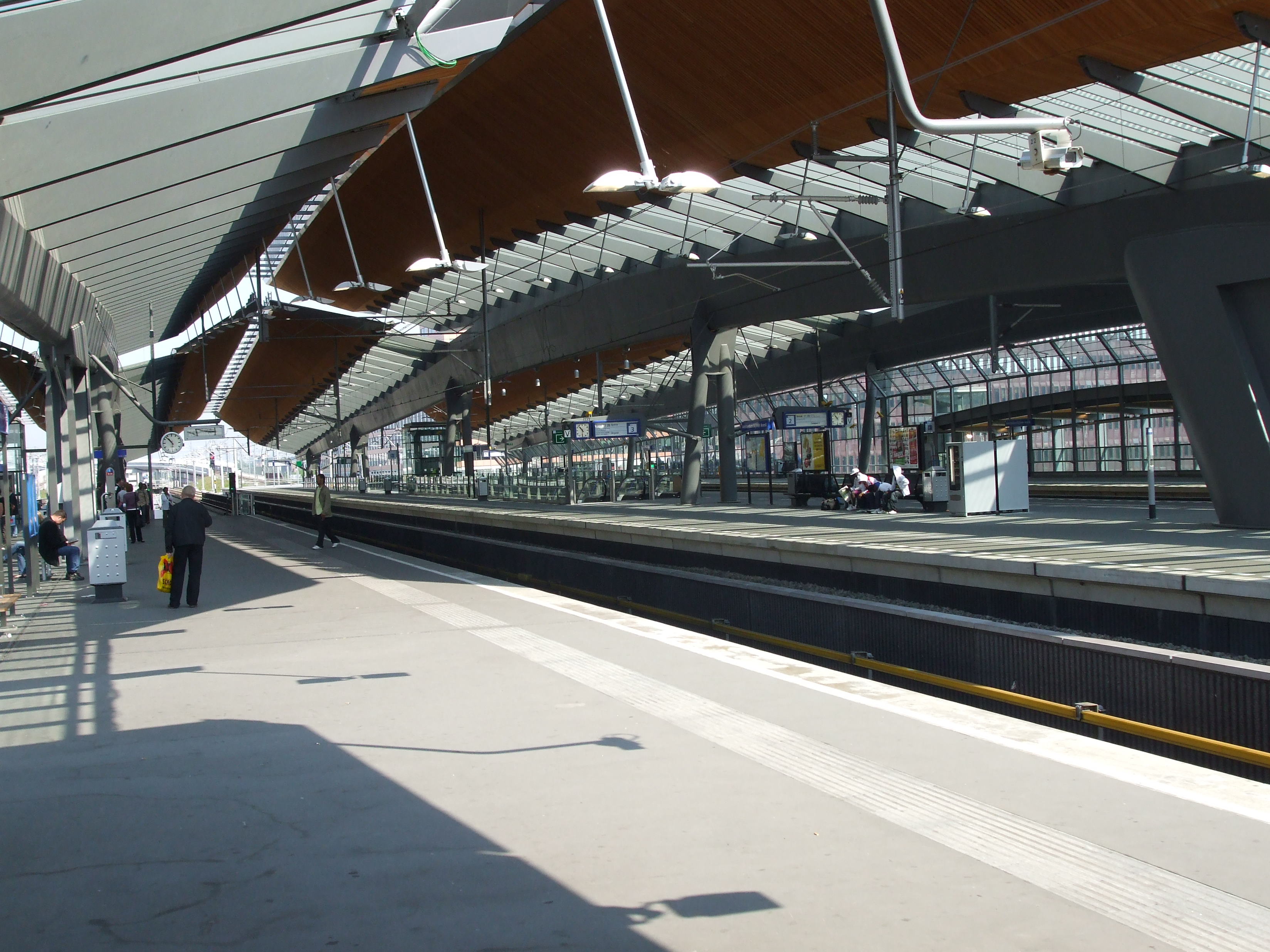
Amsterdam ArenA
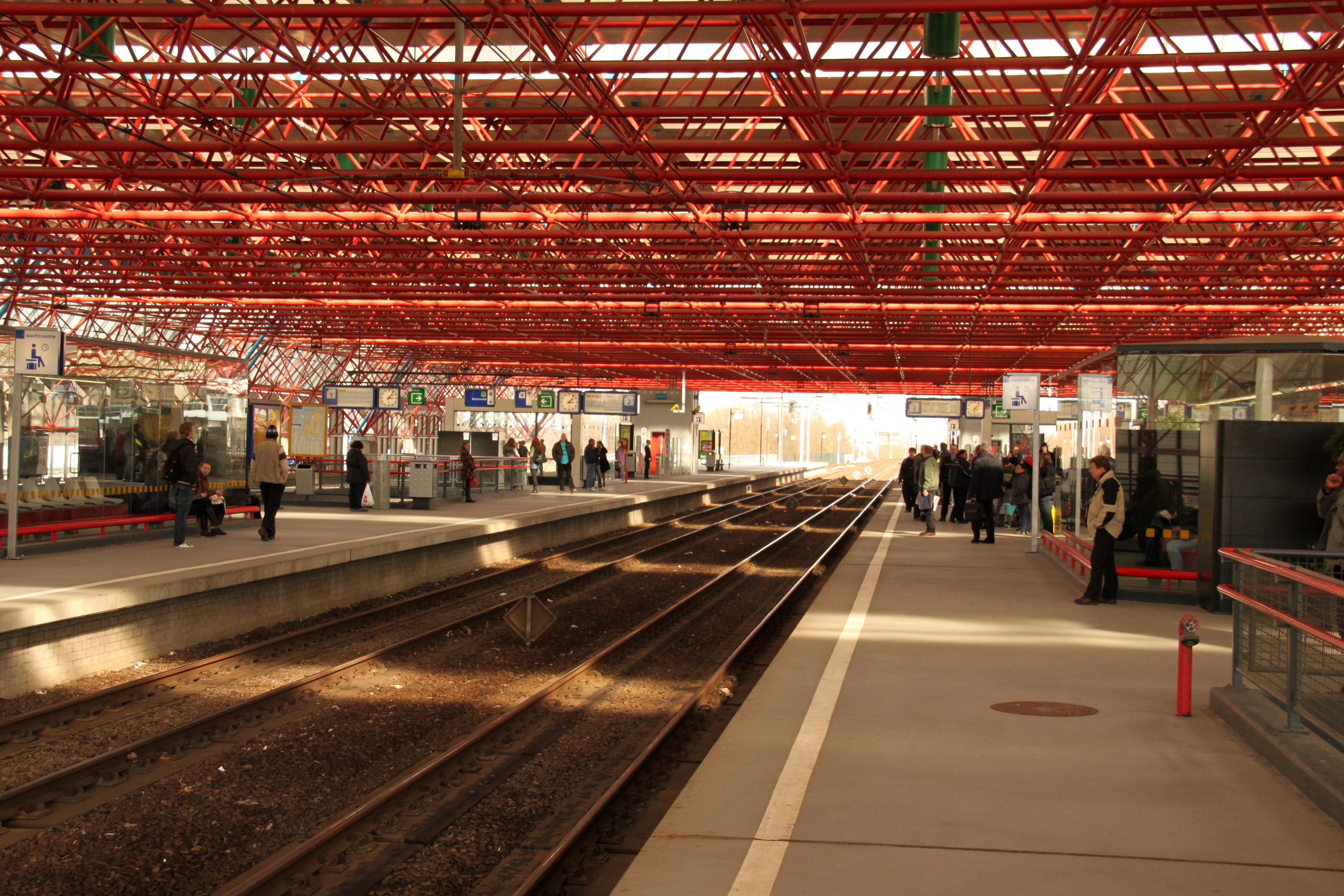
Almere Centrum
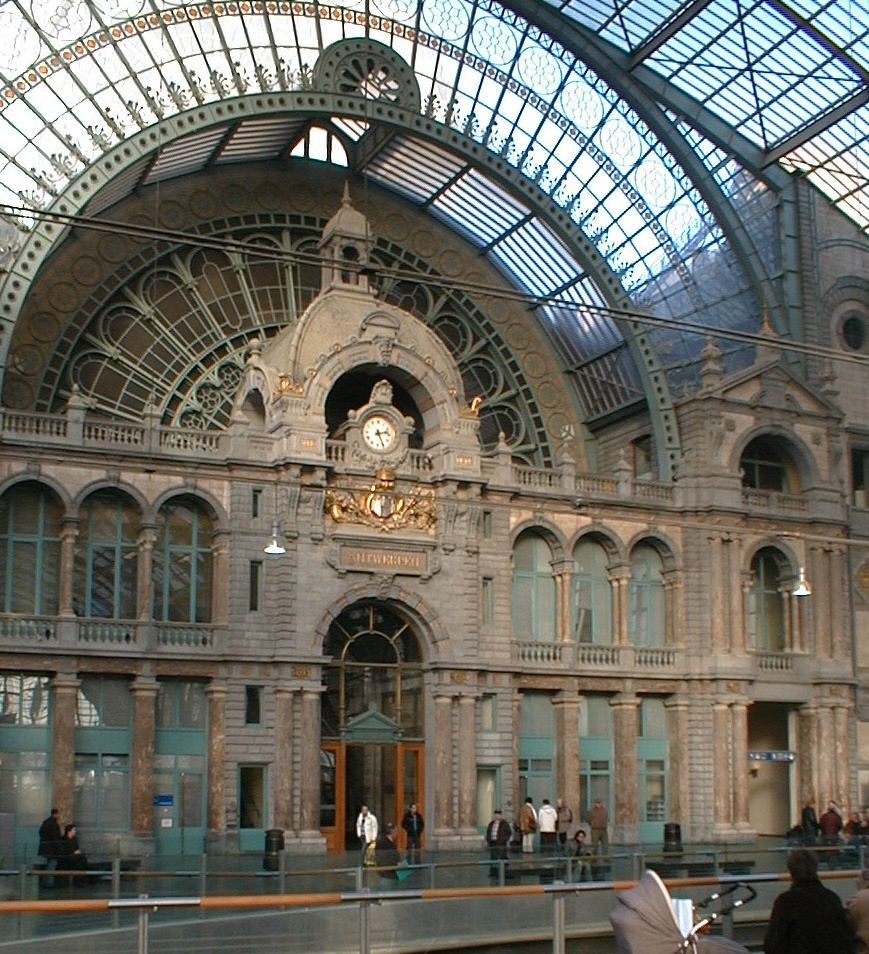
Antwerpen-Centraal
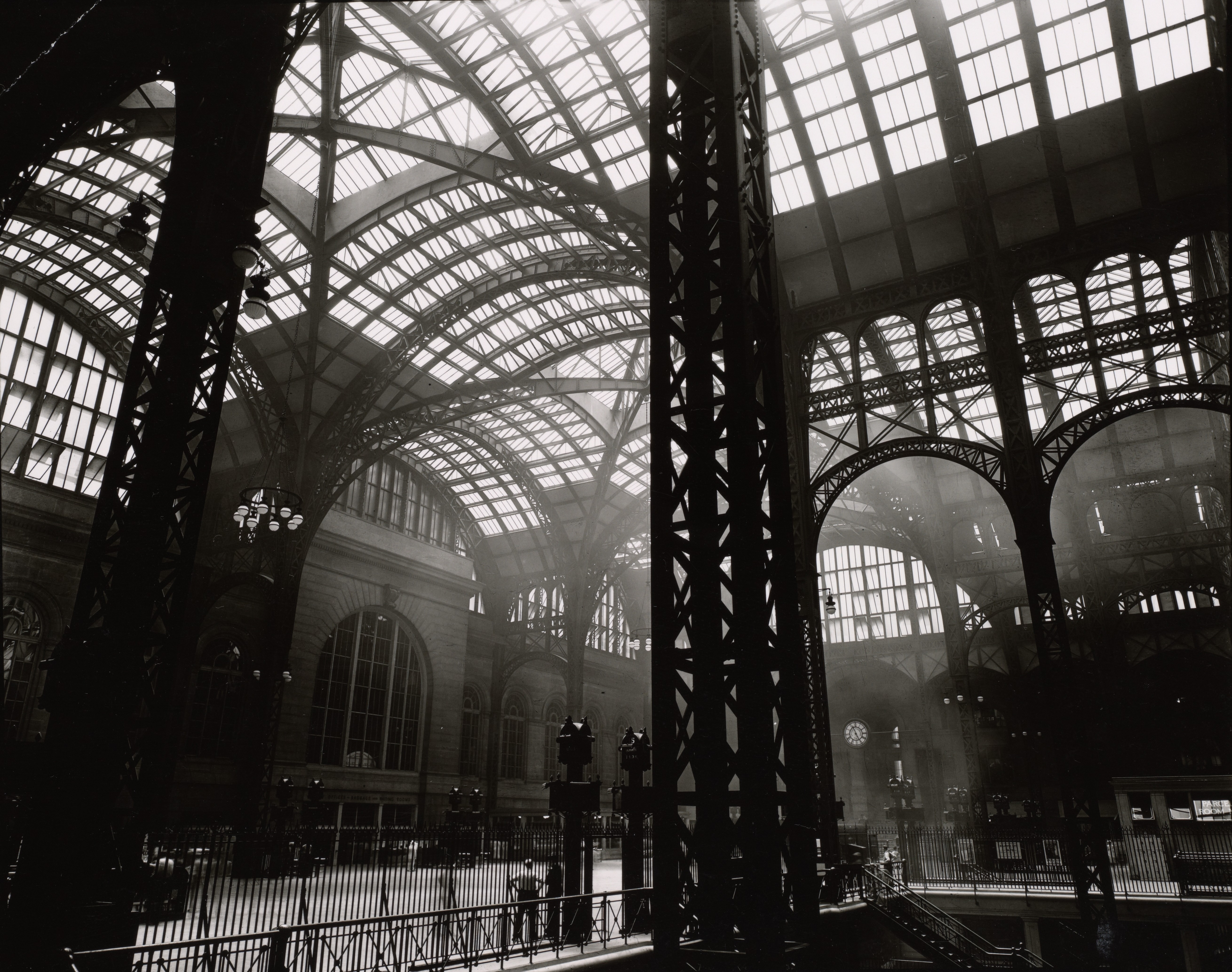
Pennsylvania Station te New York in 1936
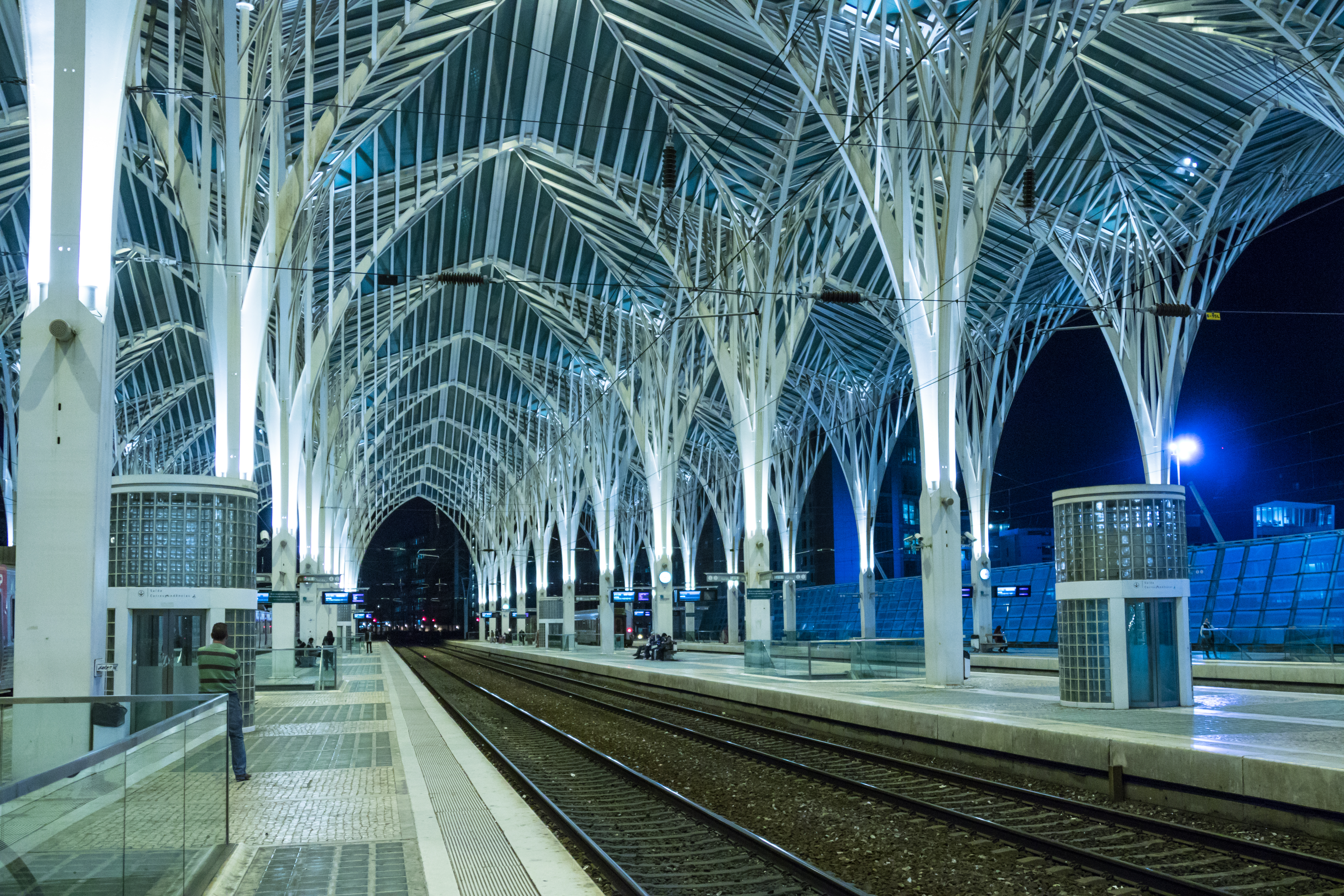
Gare do Oriente, Lissabon
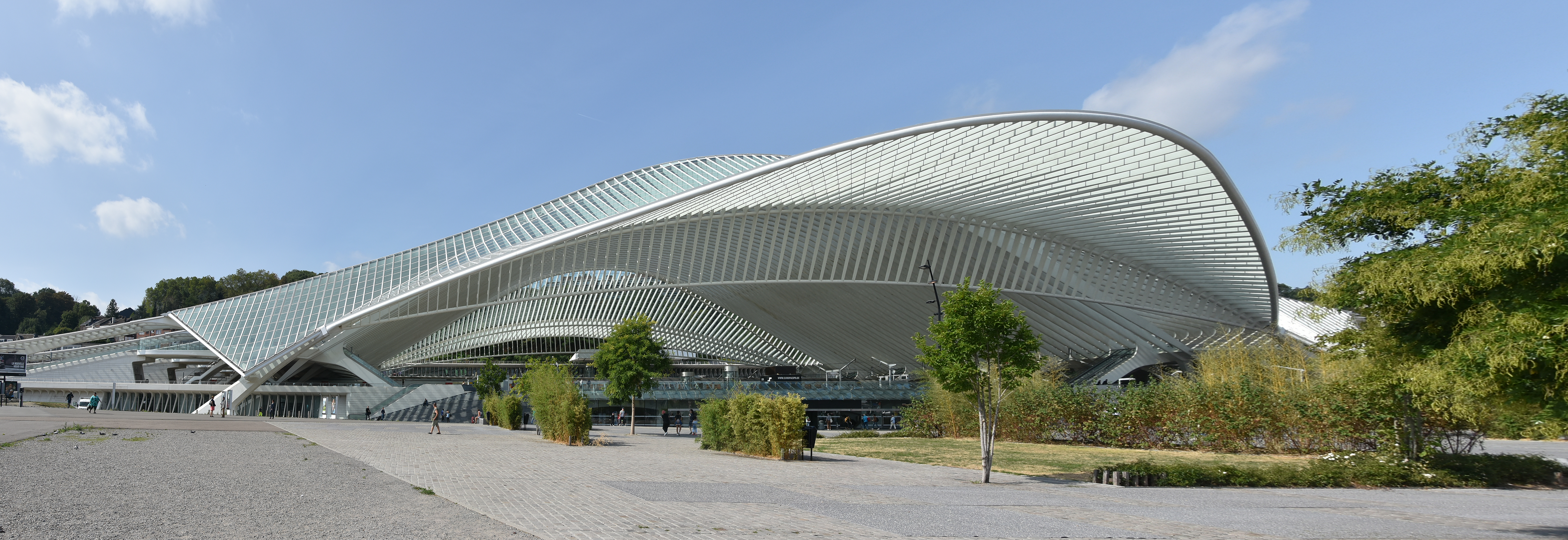
Station Luik-Guillemins